# Oral Fixation, Vol. 2

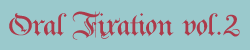
Logo

Oral Fixation Vol. 2 is het tweede Engelstalige album van Shakira en werd op 29 november 2005 uitgebracht. Het is de opvolger van het Spaanstalige Fijación Oral, Vol. 1.

## Lijst van nummers
1. "How Do You Do" [Shakira, Christy, Spock, Edwards] – 3:45
2. "Illegal" (feat. Carlos Santana) [Shakira, Mendez] – 3:53
3. "Hips Don't Lie" (feat. Wyclef Jean) [Jean, Duplessis, Shakira, Parker, Alfanno] – 3:41
4. "Animal City" [Shakira, Ochoa] – 3:15
5. "Don't Bother" [Shakira, Christy, Spock, Edwards] – 4:17
6. "The Day and the Time" (feat. Gustavo Cerati) [Shakira, Aznar, Cerati, Ochoa] – 4:22
7. "Dreams for Plans" [Shakira, Buckley] – 4:02
8. "Hey You" [Shakira, Mitchell] – 4:09
9. "Your Embrace" [Shakira, Mitchell] – 3:33
10. "Costume Makes the Clown" [Shakira, Buckley] – 3:12
11. "Something" [Shakira, Ochoa] – 4:21
12. "Timor" [Shakira] – 3:32
13. "La Tortura (Alternate Version)" (feat. Alejandro Sanz) [Shakira, Ochoa, Sanz] – 3:32
14. "Don't Bother (Jrsnchz Radio Mix)" (Shakira, Benji Madden, Junior Sanchez) – 4:24
15. "Será, Será" (feat. Wyclef Jean — Spanish version of "Hips Don't Lie") [Shakira, Wyclef Jean] – 3:35

- "Hips Don't Lie" stond niet op de oorspronkelijke uitgave en is bij de heruitgave toegevoegd.
- "The Day and the Time" is de Engelse versie van "Día Especial" en "Something" is de Engelse versie van "En Tus Pupilas". Deze twee stonden op Fijación Oral Vol. 1.

## Singles
- November 2005: "Don't Bother"
- Juni 2006: "Hips Don't Lie" (Featuring Wyclef Jean)
- Oktober 2006: "Illegal"
- Juni 2008: " Timor"